# Montipora granulosa
Espèce
Statut CITES
Montipora granulosa est une espèce de coraux appartenant à la famille des Acroporidae.